# Schweizer Fussballmeisterschaft 1899/1900
Třetí ročník Schweizer Fussballmeisterschaft  1899/1900 (česky: Švýcarské fotbalové mistrovství). Turnaje se zúčastnilo 7 klubů a byla rozdělena do dvou regionálních skupin, skupina A ze severu a skupina B ze západu. Vítěz každé skupiny postoupil do finále.
Vítězem turnaje se stal Grasshopper Club Curych, který porazil ve finále FC Bern 2:0.